# 大澤弘之
大澤 弘之（おおさわ ひろゆき、1924年10月21日 - 2012年12月7日）は、日本の科学技術技官。科学技術事務次官や、宇宙開発事業団理事長を務めた。

## 人物・経歴
1947年北海道大学理学部物理学科卒業。科学技術庁長官官房秘書課長補佐を経て、1963年科学技術庁原子力局放射能課長。同年科学技術庁原子力局原子炉規制課長。
外務省在オーストリア日本国大使館一等書記官、国際原子力機関総会日本政府代表代理、宇宙空間の探査及び平和利用に関する国際連合会議日本政府代表代理を経て、1971年科学技術庁計画局計画課長。1973年科学技術庁長官官房秘書課長、人事管理官。
1974年科学技術庁長官官房参事官、国際原子力機関総会日本政府代表代理。1975年科学審議官、国際原子力機関総会日本政府代表代理。1976年科学技術庁研究調整局長。同年科学技術庁計画局長、資源調査会委員。1979年科学技術事務次官、国防会議幹事、放射線審議会委員。1984年宇宙開発事業団理事長。
1989年に宇宙開発事業団理事長を退任。1990年生涯学習審議会委員、科学技術会議議員。2004年技術同友会代表理事・代表幹事。リモート・センシング技術センター理事長、科学技術国際交流センター理事、東亜科学技術協力協会代表清算人等も歴任した。2012年12月7日、肺炎のため死去。

## 監修
- 『日本ロケット物語』誠文堂新光社 2003年

## 脚註
1. 1 2  『現代物故者事典2012～2014』（日外アソシエーツ、2015年）p.105
2. ↑  官界通信 : 政策評価・人事政策等行政・人事情報紙 (1220) 雑誌 (官界通信社, 1975-06)
3. ↑  政経人 33(5) 雑誌 (政経社/総合エネルギー研究会, 1986-05)
4. ↑  昭和38年本紙第10975号 18頁
5. ↑  官報昭和38年本紙第11039号 22頁
6. ↑  官報昭和43年本紙第12525号 11頁
7. ↑  官報昭和46年本紙第13358号 11頁
8. ↑  官報昭和48年本紙第13971号 15頁
9. ↑  官報昭和49年本紙第14235号 12頁
10. ↑  官報昭和50年本紙第14562号 11頁
11. ↑  官報昭和51年本紙第14708号 12頁
12. ↑  官報昭和51年本紙第14850号 14頁
13. ↑  官報昭和54年本紙第15738号 12頁
14. ↑  官報昭和59年本紙第17210号 14頁
15. ↑  官報平成1年本紙第228号 11頁
16. ↑  官報平成2年本紙第451号 11頁
17. ↑  官報平成2年本紙第534号 8頁
18. ↑  官報平成17年号外第212号 127頁
19. ↑  官報平成20年号外第276号 95頁
20. ↑  官報平成23年号外第275号 149頁
21. ↑  おくやみ】大沢弘之氏（元科学技術事務次官）日刊工業新聞2012/12/14 05:00